# GP3-Serie 2013
Die GP3-Serie 2013 war die vierte Saison der GP3-Serie. Es gab 16 Rennen, die Meisterschaft begann am 11. Mai in Montmeló und endete am 3. November auf der Yas-Insel. Daniil Kwjat gewann die Fahrerwertung und ART Grand Prix die Teamwertung.

## Änderungen 2013

### Technisches Reglement
Das seit der Gründung der Rennserie 2010 eingesetzte Chassis Dallara GP3/10 wurde 2013 durch das neue Chassis Dallara GP3/13 ersetzt. Beim GP3/13 veränderte sich insbesondere die Motorenstärke enorm, so bot der neue Motor 400 PS statt der bisherigen 280; der Anpressdruck veränderte sich kaum. Am Design wurde vor allem an der Nase, der Motorenabdeckung und den Seitenkästen Veränderungen vorgenommen. Durch all diese Änderungen wurde der Wagen rund drei Sekunden schneller als die Vorgängerversion wie die Vorsaison-Testfahrten in Estoril zeigten. Dieses neue Chassis war für die nächsten drei Jahre in der GP3 eingeplant gewesen.

## Teams und Fahrer
Alle Teams und Fahrer verwendeten das Dallara-Chassis GP3/13, Motoren von AER und Reifen von Pirelli.
| Bild              | Team                  | Auto #            | Fahrer              | Rennwochenende | Quelle |
| ----------------- | --------------------- | ----------------- | ------------------- | -------------- | ------ |
| ART Grand Prix    | ART Grand Prix        | 01                | Conor Daly          | Alle           | [ 2 ]  |
| ART Grand Prix    | ART Grand Prix        | 02                | Facu Regalía        | Alle           | [ 3 ]  |
| ART Grand Prix    | ART Grand Prix        | 03                | Jack Harvey         | Alle           | [ 4 ]  |
| MW Arden          | MW Arden              | 04                | Carlos Sainz jr.    | Alle           | [ 5 ]  |
| MW Arden          | MW Arden              | 05                | Robert Vişoiu       | Alle           | [ 6 ]  |
| MW Arden          | MW Arden              | 06                | Daniil Kwjat        | Alle           | [ 5 ]  |
|                   | Carlin                | 07                | Luís Sá Silva       | Alle           | [ 7 ]  |
| 08                | Carlin                | Nick Yelloly      | Alle                | [ 8 ]          |        |
| 09                | Carlin                | Eric Lichtenstein | 1–5                 | [ 9 ]          |        |
| 09                | Carlin                | Alexander Sims    | 6–8                 | [ 10 ]         |        |
| Jenzer Motorsport | Jenzer Motorsport     | 10                | Samin Gomez         | Alle           | [ 11 ] |
| Jenzer Motorsport | Jenzer Motorsport     | 11                | Patric Niederhauser | Alle           | [ 12 ] |
| Jenzer Motorsport | Jenzer Motorsport     | 12                | Alex Fontana        | Alle           | [ 3 ]  |
|                   | Marussia Manor Racing | 14                | Tio Ellinas         | Alle           | [ 13 ] |
| 15                | Marussia Manor Racing | Ryan Cullen       | Alle                | [ 14 ]         |        |
| 16                | Marussia Manor Racing | Dino Zamparelli   | Alle                | [ 15 ]         |        |
|                   | Status Grand Prix     | 17                | Jimmy Eriksson      | Alle           | [ 16 ] |
| 18                | Status Grand Prix     | Adderly Fong      | 1–3, 5–8            | [ 17 ]         |        |
| 18                | Status Grand Prix     | Alexander Sims    | 4                   | [ 18 ]         |        |
| 19                | Status Grand Prix     | Josh Webster      | Alle                | [ 19 ]         |        |
|                   | Bamboo Engineering    | 20                | Lewis Williamson    | 1–7            | [ 21 ] |
| 21                | Bamboo Engineering    | Melville McKee    | 1–7                 | [ 22 ]         |        |
| 21                | Bamboo Engineering    | Alice Powell      | 8                   | [ 23 ]         |        |
| 22                | Bamboo Engineering    | Carmen Jordá      | Alle                | [ 24 ]         |        |
| Trident Racing    | Trident Racing        | 23                | Giovanni Venturini  | Alle           | [ 25 ] |
| Trident Racing    | Trident Racing        | 24                | David Fumanelli     | 1–7            | [ 26 ] |
| Trident Racing    | Trident Racing        | 24                | Robert Cregan       | 8              | [ 27 ] |
| Trident Racing    | Trident Racing        | 25                | Emanuele Zonzini    | Alle           | [ 28 ] |
|                   | Koiranen GP           | 26                | Patrick Kujala      | Alle           | [ 29 ] |
| 27                | Koiranen GP           | Aaro Vainio       | 1–7                 | [ 29 ]         |        |
| 27                | Koiranen GP           | Dean Stoneman     | 8                   | [ 30 ]         |        |
| 28                | Koiranen GP           | Kevin Korjus      | Alle                | [ 31 ]         |        |

### Änderungen bei den Fahrern
Die folgende Auflistung enthält alle Fahrer, die an der GP3-Serie 2012 teilgenommen haben und in der Saison 2013 nicht für dasselbe Team wie 2012 starteten.
Fahrer, die ihr Team gewechselt haben:
- Robert Cregan: Ocean Racing Technology → Trident Racing
- David Fumanelli: MW Arden → Trident Racing
- Carmen Jordá: Ocean Racing Technology → Bamboo Engineering
- Alice Powell: Status Grand Prix → Bamboo Engineering
- Facu Regalía: Atech CRS Grand Prix → ART Grand Prix
- Aaro Vainio: Lotus GP → Koiranen GP
- Robert Vişoiu: Jenzer Motorsport → MW Arden
- Lewis Williamson: Status Grand Prix → Bamboo Engineering

Fahrer, die in die GP3-Serie einstiegen bzw. zurückkehrten:
- Ryan Cullen: Britische Formel Ford (Race Car Consultants) → Marussia Manor Motorsport
- Jimmy Eriksson: Deutscher Formel-3-Cup (Lotus) → Status Grand Prix
- Adderly Fong: Auto GP World Series (Ombra Racing) → Status Grand Prix
- Samin Gomez: Formel Abarth (Jenzer Motorsport) → Jenzer Motorsport
- Jack Harvey: Britische Formel-3-Meisterschaft (Carlin) → ART Grand Prix
- Kevin Korjus: Formel Renault 3.5 (Lotus) → Koiranen GP
- Patrick Kujala: Formel Renault 2.0 Eurocup (Koiranen Motorsport) → Koiranen GP
- Daniil Kwjat: Formel Renault 2.0 Eurocup (Koiranen Motorsport) → MW Arden
- Eric Lichtenstein: Britische Formel Ford (Jamun Racing) → Carlin
- Melville McKee: Formel Renault 2.0 Eurocup (Interwetten Racing) → Bamboo Engineering
- Luís Sá Silva: Formel-3-Euroserie (Angola Racing Team) → Carlin
- Carlos Sainz jr.: Formel-3-Euroserie (Carlin) → MW Arden
- Alexander Sims: European Le Mans Series (Status Grand Prix) → Status Grand Prix
- Dean Stoneman: Radical European Masters (Radical UK Works Team) → Koiranen GP
- Josh Webster: BARC Formel Renault (MGR Motorsport) → Status Grand Prix
- Nick Yelloly: Formel Renault 3.5 (Comtec Racing) → Carlin
- Dino Zamparelli: FIA-Formel-2-Meisterschaft → Marussia Manor Motorsport
- Emanuele Zonzini: Formel Abarth (Euronova Racing by Fortec) → Trident

Fahrer, die die GP3-Serie verlassen haben:
- Daniel Abt: Lotus GP → GP2-Serie (ART Grand Prix)
- Alex Brundle: Carlin → WEC (OAK Racing)
- William Buller: Carlin → Europäische Formel-3-Meisterschaft (ThreeBond with T-Sport)
- Kevin Ceccon: Ocean Racing Technology → GP2-Serie (Trident Racing)
- Mitch Evans: MW Arden → GP2-Serie (Arden International)
- António Félix da Costa: Carlin → Formel Renault 3.5 (Arden Caterham Motorsport)
- Fabio Gamberini: Atech CRS Grand Prix → Keine Rennsportaktivität 2013
- Jakub Klášterka: Jenzer Motorsport → Keine Rennsportaktivität 2013
- Matias Laine: MW Arden → Formel Renault 3.5 (P1 Motorsport)
- Fabiano Machado: Marussia Manor Racing → Keine Rennsportaktivität 2013
- Tamás Pál Kiss: Atech CRS Grand Prix → Auto GP (MLR71 Racing Team)
- Vicky Piria: Trident Racing → European F3 Open (BVM Racing)
- Ethan Ringel: Atech CRS Grand Prix → Indy Lights (Team Moore Racing)
- Kōtarō Sakurai: Status Grand Prix → Keine Rennsportaktivität 2013
- Antonio Spavone: Trident Racing → Auto GP (SuperNova International)
- Marlon Stöckinger: Status Grand Prix → Formel Renault 3.5 (Lotus)
- Dmitri Suranowitsch: Marussia Manor Racing → Europäische Formel-3-Meisterschaft (Fortec)
- John Wartique: Atech CRS Grand Prix → Keine Rennsportaktivität 2013

### Änderungen bei den Teams
- Ocean Racing Technology stellte nach einer Saison in der GP3-Serie denn Rennbetrieb ein. Koiranen GP rückte an dessen Stelle ins GP3-Starterfeld.
- Atech CRS Grand Prix, seit Gründung der GP3-Serie in der Meisterschaft aktiv, übergab seinen Startplatz an Bamboo Engineering.
- ART Grand Prix kehrte zum offiziellen Teamnamen zurück. In der Vorsaison trat das Team als Lotus GP an.

## Rennkalender
Der Rennkalender wurde am 19. Dezember 2012 veröffentlicht. Es fanden acht Rennwochenenden statt, bis auf das Rennwochenende in Cheste befanden sich alle im Rahmenprogramm der Formel-1-Weltmeisterschaft. Im Vergleich zum Vorjahr flogen Hockenheim, Monte Carlo und Valencia raus, neu hinzu kamen Cheste, Nürburg sowie die Yas-Insel.
| Nr. | Datum         | Rennstrecke                                      | Sieger             | Zweiter             | Dritter             | Pole-Position    | Schnellste Rennrunde |
| --- | ------------- | ------------------------------------------------ | ------------------ | ------------------- | ------------------- | ---------------- | -------------------- |
| 01. | 11. Mai       | Circuit de Barcelona-Catalunya (Montmeló)        | Tio Ellinas        | Patric Niederhauser | Conor Daly          | Tio Ellinas      | Tio Ellinas          |
| 02. | 12. Mai       | Circuit de Barcelona-Catalunya (Montmeló)        | Aaro Vainio        | Kevin Korjus        | Patric Niederhauser |                  | Kevin Korjus         |
| 03. | 16. Juni      | Circuit Ricardo Tormo (Cheste)                   | Conor Daly         | Facu Regalía        | Kevin Korjus        | Conor Daly       | Carlos Sainz jr.     |
| 04. | 16. Juni      | Circuit Ricardo Tormo (Cheste)                   | Robert Vişoiu      | Aaro Vainio         | Carlos Sainz jr.    |                  | Carlos Sainz jr.     |
| 05. | 29. Juni      | Silverstone Circuit (Silverstone)                | Jack Harvey        | Kevin Korjus        | Facu Regalía        | Kevin Korjus     | Jack Harvey          |
| 06. | 30. Juni      | Silverstone Circuit (Silverstone)                | Giovanni Venturini | Nick Yelloly        | Alex Fontana        |                  | Daniil Kwjat         |
| 07. | 06. Juli      | Nürburgring (Nürburg)                            | Facu Regalía       | Tio Ellinas         | Jack Harvey         | Facu Regalía     | Facu Regalía         |
| 08. | 07. Juli      | Nürburgring (Nürburg)                            | Melville McKee     | Alexander Sims      | Nick Yelloly        |                  | Melville McKee       |
| 09. | 27. Juli      | Hungaroring (Mogyoród)                           | Aaro Vainio        | Conor Daly          | Daniil Kwjat        | Aaro Vainio      | Aaro Vainio          |
| 10. | 28. Juli      | Hungaroring (Mogyoród)                           | Robert Vişoiu      | Carlos Sainz jr.    | Kevin Korjus        |                  | Facu Regalía         |
| 11. | 24. August    | Circuit de Spa-Francorchamps (Spa-Francorchamps) | Daniil Kwjat       | Conor Daly          | Facu Regalía        | Carlos Sainz jr. | Daniil Kwjat         |
| 12. | 25. August    | Circuit de Spa-Francorchamps (Spa-Francorchamps) | Alexander Sims     | Conor Daly          | Facu Regalía        |                  | Alexander Sims       |
| 13. | 07. September | Autodromo Nazionale di Monza (Monza)             | Daniil Kwjat       | Nick Yelloly        | Facu Regalía        | Daniil Kwjat     | Daniil Kwjat         |
| 14. | 08. September | Autodromo Nazionale di Monza (Monza)             | Jack Harvey        | Daniil Kwjat        | Lewis Williamson    |                  | Conor Daly           |
| 15. | 02. November  | Yas Marina Circuit (Yas-Insel)                   | Daniil Kwjat       | Alexander Sims      | Nick Yelloly        | Daniil Kwjat     | Daniil Kwjat         |
| 16. | 03. November  | Yas Marina Circuit (Yas-Insel)                   | Tio Ellinas        | Dean Stoneman       | Conor Daly          |                  | Nick Yelloly         |

## Wertungen

### Punktesystem
Beim Hauptrennen (HAU) bekamen die ersten Zehn des Rennens 25, 18, 15, 12, 10, 8, 6, 4, 2 bzw. 1 Punkt(e). Beim Sprintrennen (SPR) erhielten die ersten Acht des Rennens 15, 12, 10, 8, 6, 4, 2 bzw. 1 Punkt(e). Zusätzlich erhielt der Gewinner des Qualifyings, der im Hauptrennen von der Pole-Position startete, vier Punkte. Der Fahrer, der von den ersten zehn klassifizierten Fahrern die schnellste Rennrunde erzielte, erhielt zwei Punkte.
| Punkteverteilung | Punkteverteilung | Punkteverteilung | Punkteverteilung | Punkteverteilung | Punkteverteilung | Punkteverteilung | Punkteverteilung | Punkteverteilung | Punkteverteilung | Punkteverteilung | Punkteverteilung | Punkteverteilung |
| ---------------- | ---------------- | ---------------- | ---------------- | ---------------- | ---------------- | ---------------- | ---------------- | ---------------- | ---------------- | ---------------- | ---------------- | ---------------- |
| Platz            | 1                | 2                | 3                | 4                | 5                | 6                | 7                | 8                | 9                | 10               | PP               | SR               |
| Hauptrennen      | 25               | 18               | 15               | 12               | 10               | 8                | 6                | 4                | 2                | 1                | 4                | 2                |
| Sprintrennen     | 15               | 12               | 10               | 8                | 6                | 4                | 2                | 1                | 0                | 0                | –                | 2                |

### Fahrerwertung
| Pos. | Fahrer          | ES1 | ES1 | ES2 | ES2 | GBR | GBR | GER | GER | HUN | HUN | BEL | BEL | ITA | ITA | UAE | UAE | Punkte |
| Pos. | Fahrer          | HAU | SPR | HAU | SPR | HAU | SPR | HAU | SPR | HAU | SPR | HAU | SPR | HAU | SPR | HAU | SPR | Punkte |
| ---- | --------------- | --- | --- | --- | --- | --- | --- | --- | --- | --- | --- | --- | --- | --- | --- | --- | --- | ------ |
| 01   | D. Kwjat        | 20  | DNF | 4   | 5   | 4   | 4   | DNF | 16  | 3   | 7   | 1   | 6   | 1   | 2   | 1   | 5   | 168    |
| 02   | F. Regalía      | 24* | 14  | 2   | 7   | 3   | 5   | 1   | DNF | 6   | 4   | 3   | 3   | 3   | 4   | 15  | 16  | 138    |
| 03   | C. Daly         | 3   | 5   | 1   | 8   | 22  | DNF | 10  | 9   | 2   | 8   | 2   | 2   | DNF | 8   | 4   | 3   | 126    |
| 04   | T. Ellinas      | 1   | 4   | 6   | 4   | 5   | 6   | 2   | 6   | 11  | 10  | 8   | DNF | DNF | 11  | 7   | 1   | 116    |
| 05   | J. Harvey       | 6   | 6   | 10  | 12  | 1   | 7   | 3   | 10  | 4   | 5   | DNF | DNF | 7   | 1   | 5   | 4   | 114    |
| 06   | N. Yelloly      | 4   | DNF | 12  | 9   | 6   | 2   | 5   | 3   | 15  | 13  | 6   | 4   | 2   | DNF | 3   | 6   | 107    |
| 07   | K. Korjus       | 8   | 2   | 3   | 6   | 2   | 9   | 20* | 15  | 7   | 3   | 4   | 5   | 6   | 5   | 12  | 12  | 107    |
| 08   | A. Sims         |     |     |     |     |     |     | 8   | 2   |     |     | 5   | 1   | 5   | 6   | 2   | 7   | 77     |
| 09   | A. Vainio       | 5   | 1   | 7   | 2   | 11  | 8   | 14  | 11  | 1   | 9   | 21  | 22* | 16  | 13  |     |     | 75     |
| 10   | C. Sainz jr.    | 15  | DSQ | 5   | 3   | 13  | 13  | 6   | 5   | 5   | 2   | DNF | 13  | 9   | 9   | DSQ | 18  | 66     |
| 11   | R. Vişoiu       | 9   | 19  | 8   | 1   | 12  | DNF | 11  | 23  | 8   | 1   | 9   | 8   | DNF | 10  | 10  | 11  | 44     |
| 12   | L. Williamson   | 11  | 7   | 19  | 17  | 25* | 14  | 4   | 4   | 24  | DNF | 14  | 10  | 4   | 3   |     |     | 44     |
| 13   | P. Niederhauser | 2   | 3   | 13  | DNF | 15  | 11  | 12  | 8   | 25  | 15  | DNF | 9   | 8   | DNF | DNF | 15  | 33     |
| 14   | M. McKee        | 14  | DNF | 11  | DNF | 24  | 15  | 7   | 1   | 17  | DNF | 7   | DNF | 12  | 7   |     |     | 31     |
| 15   | G. Venturini    | 12  | 8   | 15  | 13  | 8   | 1   | 16  | 14  | 9   | 6   | 11  | 11  | 11  | DNF | 11  | 9   | 26     |
| 16   | D. Stoneman     |     |     |     |     |     |     |     |     |     |     |     |     |     |     | 6   | 2   | 20     |
| 17   | A. Fontana      | 10  | 9   | 14  | 11  | 7   | 3   | DNF | 17  | 10  | 19  | 20  | 12  | DNF | DNF | 13  | 10  | 18     |
| 18   | D. Zamparelli   | DNF | 15  | 9   | 10  | 10  | DNF | 9   | 7   | 12  | 21  | 10  | 7   | DNF | EX  | 9   | 8   | 13     |
| 19   | D. Fumanelli    | 7   | 17  | DNF | DNF | DNF | 20  | 17  | 20  | 16  | 18  | 15  | 14  | 15  | 18  |     |     | 6      |
| 20   | P. Kujala       | DNF | 16  | 21  | 15  | DNF | EX  | 13  | 13  | 14  | 11  | 13  | 20  | 10  | 12  | 8   | 19  | 5      |
| 21   | A. Fong         | 23  | 11  | DNF | DNF | 9   | DNF |     |     | 20  | 17  | DNF | 16  | 19  | 20* | 17  | 21  | 2      |
| 22   | E. Lichtenstein | 18  | 10  | DNF | DNF | 14  | 10  | DNF | 21  | 18  | 16  |     |     |     |     |     |     | 0      |
| 23   | L. Sá Silva     | 13  | 12  | DNF | 22  | 17  | 12  | DNF | 22  | DNF | 23  | 12  | 21* | DNF | 19  | 18  | 17  | 0      |
| 24   | J. Eriksson     | 19  | DNF | 18  | 16  | 18  | 21* | DNF | 18  | 13  | 12  | 17  | 15  | 13  | DNF | 23  | 26  | 0      |
| 25   | E. Zonzini      | 17  | DNF | 16  | 14  | 19  | DNF | 15  | 12  | DNF | DNF | DNF | 23  | 14  | 14  | 14  | 14  | 0      |
| 26   | S. Gomez        | 16  | 13  | DNF | 19  | 20  | 18  | 18  | 19  | 19  | 14  | 16  | DNF | 17  | 15  | 22  | 25  | 0      |
| 27   | R. Cregan       |     |     |     |     |     |     |     |     |     |     |     |     |     |     | 16  | 13  | 0      |
| 28   | J. Webster      | DNF | DNF | 17  | 18  | 16  | 16  | DNF | DNF | 21  | 20  | DNF | 18  | DNF | 16  | 21  | 22  | 0      |
| 29   | R. Cullen       | 21  | DNF | 20  | 20  | 21  | 17  | 19  | 25  | 23  | DNF | 18  | 17  | 20  | DNF | 20  | 24  | 0      |
| 30   | C. Jordá        | 22  | 18  | DNF | 21  | 23  | 19  | DSQ | 24  | 22  | 22  | 19  | 19  | 18  | 17  | DNF | 23  | 0      |
| 31   | A. Powell       |     |     |     |     |     |     |     |     |     |     |     |     |     |     | 19  | 20  | 0      |
| Pos. | Fahrer          | HAU | SPR | HAU | SPR | HAU | SPR | HAU | SPR | HAU | SPR | HAU | SPR | HAU | SPR | HAU | SPR | Punkte |
| Pos. | Fahrer          | ES1 | ES1 | ES2 | ES2 | GBR | GBR | GER | GER | HUN | HUN | BEL | BEL | ITA | ITA | UAE | UAE | Punkte |

| Legende  | Legende            | Legende                                                          |
| Farbe    | Abkürzung          | Bedeutung                                                        |
| -------- | ------------------ | ---------------------------------------------------------------- |
| Gold     | –                  | Sieg                                                             |
| Silber   | –                  | 2. Platz                                                         |
| Bronze   | –                  | 3. Platz                                                         |
| Grün     | –                  | Platzierung in den Punkten                                       |
| Blau     | –                  | Klassifiziert außerhalb der Punkteränge                          |
| Violett  | DNF                | Rennen nicht beendet (did not finish)                            |
| Violett  | NC                 | nicht klassifiziert (not classified)                             |
| Rot      | DNQ                | nicht qualifiziert (did not qualify)                             |
| Rot      | DNPQ               | in Vorqualifikation gescheitert (did not pre-qualify)            |
| Schwarz  | DSQ                | disqualifiziert (disqualified)                                   |
| Weiß     | DNS                | nicht am Start (did not start)                                   |
| Weiß     | WD                 | zurückgezogen (withdrawn)                                        |
| Hellblau | PO                 | nur am Training teilgenommen (practiced only)                    |
| Hellblau | TD                 | Freitags-Testfahrer (test driver)                                |
| ohne     | DNP                | nicht am Training teilgenommen (did not practice)                |
| ohne     | INJ                | verletzt oder krank (injured)                                    |
| ohne     | EX                 | ausgeschlossen (excluded)                                        |
| ohne     | DNA                | nicht erschienen (did not arrive)                                |
| ohne     | C                  | Rennen abgesagt (cancelled)                                      |
| ohne     | keine WM-Teilnahme |                                                                  |
| sonstige | P/fett             | Pole-Position                                                    |
| sonstige | 1/2/3/4/5/6/7/8    | Punktplatzierung im Sprint-/Qualifikationsrennen                 |
| sonstige | SR/kursiv          | Schnellste Rennrunde                                             |
| sonstige | *                  | nicht im Ziel, aufgrund der zurückgelegten Distanz aber gewertet |
| sonstige | ()                 | Streichresultate                                                 |
| sonstige | unterstrichen      | Führender in der Gesamtwertung                                   |

### Teamwertung
| Pos. | Team                  | Auto # | ES1 | ES1 | ES2 | ES2 | GBR | GBR | GER | GER | HUN | HUN | BEL | BEL | ITA | ITA | UAE | UAE | Punkte |
| Pos. | Team                  | Auto # | HAU | SPR | HAU | SPR | HAU | SPR | HAU | SPR | HAU | SPR | HAU | SPR | HAU | SPR | HAU | SPR | Punkte |
| ---- | --------------------- | ------ | --- | --- | --- | --- | --- | --- | --- | --- | --- | --- | --- | --- | --- | --- | --- | --- | ------ |
| 1    | ART Grand Prix        | 01     | 3   | 5   | 1   | 8   | 22  | DNF | 10  | 9   | 2   | 8   | 2   | 2   | DNF | 8   | 4   | 3   | 378    |
| 1    | ART Grand Prix        | 02     | 24* | 14  | 2   | 7   | 3   | 5   | 1   | DNF | 6   | 4   | 3   | 3   | 3   | 4   | 15  | 16  | 378    |
| 1    | ART Grand Prix        | 03     | 6   | 6   | 10  | 12  | 1   | 7   | 3   | 10  | 4   | 5   | DNF | DNF | 7   | 1   | 5   | 4   | 378    |
| 2    | MW Arden              | 04     | 15  | DSQ | 5   | 3   | 13  | 13  | 6   | 5   | 5   | 2   | DNF | 13  | 9   | 9   | DSQ | 18  | 278    |
| 2    | MW Arden              | 05     | 9   | 19  | 8   | 1   | 12  | DNF | 11  | 23  | 8   | 1   | 9   | 8   | DNF | 10  | 10  | 11  | 278    |
| 2    | MW Arden              | 06     | 20  | DNF | 4   | 5   | 4   | 4   | DNF | 16  | 3   | 7   | 1   | 6   | 1   | 2   | 1   | 5   | 278    |
| 3    | Koiranen GP           | 26     | DNF | 16  | 21  | 15  | DNF | EX  | 13  | 13  | 14  | 11  | 13  | 20  | 10  | 12  | 8   | 19  | 207    |
| 3    | Koiranen GP           | 27     | 5   | 1   | 7   | 2   | 11  | 8   | 14  | 11  | 1   | 9   | 20  | 22* | 16  | 13  | 6   | 2   | 207    |
| 3    | Koiranen GP           | 28     | 8   | 2   | 3   | 6   | 2   | 9   | 20* | 15  | 7   | 3   | 4   | 5   | 6   | 5   | 12  | 12  | 207    |
| 4    | Carlin                | 07     | 13  | 12  | DNF | 22  | 17  | 12  | DNF | 22  | DNF | 22  | 12  | 21* | DNF | 19  | 18  | 17  | 168    |
| 4    | Carlin                | 08     | 4   | DNF | 12  | 9   | 6   | 2   | 5   | 3   | 15  | 13  | 6   | 4   | 2   | DNF | 3   | 6   | 168    |
| 4    | Carlin                | 09     | 18  | 10  | DNF | DNF | 14  | 10  | DNF | 21  | 18  | 16  | 5   | 1   | 5   | 6   | 2   | 7   | 168    |
| 5    | Marussia Manor Racing | 14     | 1   | 4   | 6   | 4   | 5   | 6   | 2   | 6   | 11  | 10  | 8   | DNF | DNF | 11  | 7   | 1   | 129    |
| 5    | Marussia Manor Racing | 15     | 21  | DNF | 20  | 20  | 21  | 17  | 19  | 25  | 23  | DNF | 18  | 17  | 20  | DNF | 20  | 24  | 129    |
| 5    | Marussia Manor Racing | 16     | DNF | 15  | 9   | 10  | 10  | DNF | 9   | 7   | 12  | 20  | 10  | 7   | DNF | EX  | 9   | 8   | 129    |
| 6    | Bamboo Engineering    | 20     | 11  | 7   | 19  | 17  | 25* | 14  | 4   | 4   | 24  | DNF | 14  | 10  | 4   | 3   |     |     | 75     |
| 6    | Bamboo Engineering    | 21     | 14  | DNF | 11  | DNF | 24  | 15  | 7   | 1   | 17  | DNF | 7   | DNF | 12  | 7   | 19  | 20  | 75     |
| 6    | Bamboo Engineering    | 22     | 22  | 18  | DNF | 21  | 23  | 19  | DSQ | 24  | 22  | 21  | 19  | 19  | 18  | 17  | DNF | 23  | 75     |
| 7    | Jenzer Motorsport     | 10     | 16  | 13  | DNF | 19  | 20  | 18  | 18  | 19  | 19  | 14  | 16  | DNF | 17  | 15  | 22  | 25  | 51     |
| 7    | Jenzer Motorsport     | 11     | 2   | 3   | 13  | DNF | 15  | 11  | 12  | 8   | 25  | 15  | DNF | 9   | 8   | DNF | DNF | 15  | 51     |
| 7    | Jenzer Motorsport     | 12     | 10  | 9   | 14  | 11  | 7   | 3   | DNF | 17  | 10  | 19  | 21  | 12  | DNF | DNF | 13  | 10  | 51     |
| 8    | Trident Racing        | 23     | 12  | 8   | 15  | 13  | 8   | 1   | 16  | 14  | 9   | 6   | 11  | 11  | 11  | DNF | 11  | 9   | 32     |
| 8    | Trident Racing        | 24     | 7   | 17  | DNF | DNF | DNF | 20  | 17  | 20  | 16  | 18  | 15  | 14  | 15  | 18  | 16  | 13  | 32     |
| 8    | Trident Racing        | 25     | 17  | DNF | 16  | 14  | 19  | DNF | 15  | 12  | DNF | DNF | DNF | 23  | 14  | 14  | 14  | 14  | 32     |
| 9    | Status Grand Prix     | 17     | 19  | DNF | 18  | 16  | 18  | 21* | DNF | 18  | 13  | 12  | 17  | 15  | 13  | DNF | 23  | 26  | 18     |
| 9    | Status Grand Prix     | 18     | 23  | 11  | DNF | DNF | 9   | DNF | 8   | 2   | 20  | 17  | DNF | 16  | 19  | 20* | 17  | 21  | 18     |
| 9    | Status Grand Prix     | 19     | DNF | DNF | 17  | 18  | 16  | 16  | DNF | DNF | 21  | DSQ | DNF | 18  | DNF | 16  | 21  | 22  | 18     |
| Pos. | Team                  | Auto # | HAU | SPR | HAU | SPR | HAU | SPR | HAU | SPR | HAU | SPR | HAU | SPR | HAU | SPR | HAU | SPR | Punkte |
| Pos. | Team                  | Auto # | ES1 | ES1 | ES2 | ES2 | GBR | GBR | GER | GER | HUN | HUN | BEL | BEL | ITA | ITA | UAE | UAE | Punkte |

| Legende  | Legende            | Legende                                                          |
| Farbe    | Abkürzung          | Bedeutung                                                        |
| -------- | ------------------ | ---------------------------------------------------------------- |
| Gold     | –                  | Sieg                                                             |
| Silber   | –                  | 2. Platz                                                         |
| Bronze   | –                  | 3. Platz                                                         |
| Grün     | –                  | Platzierung in den Punkten                                       |
| Blau     | –                  | Klassifiziert außerhalb der Punkteränge                          |
| Violett  | DNF                | Rennen nicht beendet (did not finish)                            |
| Violett  | NC                 | nicht klassifiziert (not classified)                             |
| Rot      | DNQ                | nicht qualifiziert (did not qualify)                             |
| Rot      | DNPQ               | in Vorqualifikation gescheitert (did not pre-qualify)            |
| Schwarz  | DSQ                | disqualifiziert (disqualified)                                   |
| Weiß     | DNS                | nicht am Start (did not start)                                   |
| Weiß     | WD                 | zurückgezogen (withdrawn)                                        |
| Hellblau | PO                 | nur am Training teilgenommen (practiced only)                    |
| Hellblau | TD                 | Freitags-Testfahrer (test driver)                                |
| ohne     | DNP                | nicht am Training teilgenommen (did not practice)                |
| ohne     | INJ                | verletzt oder krank (injured)                                    |
| ohne     | EX                 | ausgeschlossen (excluded)                                        |
| ohne     | DNA                | nicht erschienen (did not arrive)                                |
| ohne     | C                  | Rennen abgesagt (cancelled)                                      |
| ohne     | keine WM-Teilnahme |                                                                  |
| sonstige | P/fett             | Pole-Position                                                    |
| sonstige | 1/2/3/4/5/6/7/8    | Punktplatzierung im Sprint-/Qualifikationsrennen                 |
| sonstige | SR/kursiv          | Schnellste Rennrunde                                             |
| sonstige | *                  | nicht im Ziel, aufgrund der zurückgelegten Distanz aber gewertet |
| sonstige | ()                 | Streichresultate                                                 |
| sonstige | unterstrichen      | Führender in der Gesamtwertung                                   |